# Linda (manzana)
Linda es una variedad cultivar de manzano (Malus domestica).
Una variedad de manzana que sus parentales de procedencia son 'Langford Beauty' x 'Desconocido'. Desarrollado en 1908 en el « "Central Experimental Farm, Ottawa" », Ontario (Canadá). Las frutas tienen una pulpa blanca, de textura tierna y bastante crujiente con un sabor dulce, subácido y aromático. Tolera las zonas de rusticidad según el departamento USDA, de nivel 4.

## Historia
'Linda' variedad de manzana que procede del cruce de Parental-Madre 'Langford Beauty' x el polen de Parental-Padre de 'Desconocido'. Criado en el « "Central Experimental Farm, Ottawa" » en Ontario (Canadá) en 1908. Introducido en los circuitos comerciales y nombrado en 1925.
'Linda' está cultivada en diversos bancos de germoplasma de cultivos vivos, tales como en National Fruit Collection (Colección Nacional de Fruta) de Reino Unido con el número de accesión: 1957-198 y Nombre Accesión : Linda.

## Características
'Linda' árbol de porte extenso, vigoroso, que produce frutos tanto en las espuelas de fructificación como en las puntas de los nuevos brotes. Produce buenas cosechas pero necesita un aclareo anual para mantener el tamaño de la fruta. Tiene un tiempo de floración que comienza a partir del 2 de mayo con el 10% de floración, para el 7 de mayo tiene una floración completa (80%), y para el 13 de mayo tiene un 90% de caída de pétalos.
'Linda' tiene una talla de fruto de medio a grande, con una altura promedio de 62,66 mm y un ancho promedio de 70,08 mm; forma cónica redonda, a menudo de forma irregular, con la corona ausente, con nervaduras ausentes; epidermis dura con color de fondo amarillo blanquecino con sobre color de lavado tres cuartos o más con franjas rojas y otras más oscuras y marcada con abundantes lenticelas de color claro, ruginoso-"russeting" (pardeamiento áspero superficial que presentan algunas variedades) débil; cáliz de tamaño pequeño y parcialmente abierto, se encuentra en una cuenca calicina muy poco profunda, y acanalada en sus paredes; pedúnculo de longitud media y calibre delgado, que se encuentra en una cavidad abierta y moderadamente profunda, que tiene ruginoso-"russeting", a veces con finas venas ruginoso-"russeting" que se extienden hasta el hombro; pulpa color blanca, de textura tierna y bastante crujiente con un sabor dulce, subácido y aromático.
Su tiempo de recogida de cosecha se inicia a finales de septiembre. Algo agrio cuando se recolecta por primera vez, pero se suaviza con el almacenamiento. Se conserva bien hasta cuatro meses en cámara frigorífica.

## Progenie
'Linda' tiene en su progenie como Parental-Padre, a las nuevas variedades de manzana:
- Karmen
- Lindel

## Usos
Se usa más comúnmente como postre fresco de mesa.

## Ploidismo
Diploide. Auto estéril. Grupo de polinización : B, Día de polinización: 7.